# Wattens
Wattens è un comune austriaco di 7 882 abitanti nel distretto di Innsbruck-Land, in Tirolo; ha lo status di comune mercato (Marktgemeinde).
Situato nella bassa valle dell'Inn, 13 km a est di Innsbruck, ospita la sede e il museo aziendale della cristalleria Swarovski.